# Dongdaemun Market
Dongdaemun Market – dystrykt handlowy w Seulu, w Korei Południowej.

## Lokalizacja
Dongdaemun Market znajduje się w dzielnicy – Jongno-gu, znajdującej się w centralnej części Seulu. Dystrykt Dongdaemun Market obejmuje obszar wokół Bramy Dongdaemun.

## Historia
Dongdaemun Market został otwarty w 1905 roku przez koreańskich handlarzy tkaninami w Jongno-gu.
Dystrykt rozwijał się bardzo dynamicznie, aż do czasów wojny koreańskiej (1950–1953), kiedy to został całkowicie zniszczony. Dongdaemun Market po wojnie koreańskiej wielokrotnie płonął przed odbudową (1958), jak i po odbudowie (1960).
W latach 90. XX w. dystrykt przeżywał swój największy rozkwit. To właśnie wtedy w Dongdaemun Market zaczęły się pojawiać charakterystyczne do dziś wielopiętrowe i wielopowierzchniowe centra handlowe sprzedające najrozmaitsze produkty od tradycyjnych dań kuchni koreańskiej, aż po luksusowe towary takie jak tkaniny jedwabne. 

## Charakterystyka
W Dongdaemun Market znajduje się ok. 26 centrów handlowych, w tym ok. 30 tys. sklepów o różnych specjalizacjach. Dystrykt słynie również z tego, że większość sklepów otwartych jest tu 24 godziny na dobę, co sprawia, że klienci mogą kupować towary cały czas bez żadnych ograniczeń czasowych. 